# Kam Fong Chun
Kam Fong Chun, né Kam Tong Chun le 27 mai 1918 à Kalihi (en) et décédé le 18 octobre 2002 à Honolulu, est un acteur américain dont le pic de carrière a été la période  1968-1978 durant laquelle il joua le rôle de Chin Ho Kelly, inspecteur de police dans la série de CBS Hawaï police d'État (Hawaii Five-O).

## Biographie
Surtout connu pour son rôle récurrent de détective Chin Ho Kelly dans l’émission télévisée populaire Hawaii Five-0, Kam Fong Chun a surmonté de grandes difficultés personnelles et une tragédie familiale pour finalement atteindre le succès en tant que mari, père, policier, homme d’affaires et acteur. Son héritage de détermination, de résilience et de travail acharné est une inspiration pour beaucoup.
Chun est né à Kalihi en 1918. Ses parents ont divorcé lorsqu'il était jeune et sa mère a eu du mal à élever plusieurs enfants. Après avoir terminé ses études au lycée William McKinley en 1938, il travailla au chantier naval de Pearl Harbor en tant que chaudronnier. Chun était au travail le 7 décembre 1941, lorsque des avions de chasse japonais ont attaqué le port et ont poussé les États-Unis vers la Seconde Guerre mondiale. M. Chun a survécu à l'attaque mais a tragiquement perdu sa femme Esther et leurs deux jeunes enfants trois ans plus tard, quand deux avions bombardiers B-24 se sont écrasés dans le domicile de la famille.
Moins de deux mois après l'accident, Chun a rejoint le département de police d'Honolulu. Il a épousé sa femme Gladys en 1949 et ils ont eu quatre enfants. M. Chun a travaillé pendant 16 ans comme l'un des employés les plus talentueux d'Honolulu, dans lequel il a notamment occupé un poste d'agent de patrouille, de répartiteur radio et a travaillé avec de jeunes officiers de police.
Chun a pris sa retraite du HPD en 1960 pour poursuivre des intérêts extérieurs, notamment une carrière d'acteur. Il est apparu dans plusieurs pièces de théâtre locales et dans des films hollywoodiens avant de se faire connaître sur Hawaii Five-0 en tant que détective discret et digne de confiance, Chin Ho Kelly. Au cours de ses 10 années de télé, M. Chun s'est toujours efforcé de promouvoir une image positive de l'application de la loi à Hawaii et a été un modèle pour de nombreux jeunes de la région.
Le Temple de la renommée HPD a été créé le 17 mai 2007 pour rendre hommage à ceux qui se sont distingués par leurs contributions et leurs services exceptionnels au département et à la communauté.

## Filmographie

### Cinéma
- 1958 : Ghost of the China Sea : Pvt. Hakashima (en tant que Kam Fong Chan)
- 1958 : The Lost Missile : Chinese Officer (non crédité)
- 1961 : Gidget Goes Hawaiian : Hotel Night Clerk (non crédité)
- 1961 : Opération geishas : Chin, Marin (non crédité)
- 1961 : Traquées par les Japs (7 Women from Hell) de Robert D. Webb : Burly Garde (non crédité)
- 1962 : Le seigneur d'Hawaï : Loe Kim Lee (non crédité)
- 1991 : Goodbye Paradise : Old Man Young

### Télévision

#### Séries télévisées
- 1968-1978 : Hawaï, police d'état : Chin Ho
- 1982-1985 : Magnum : Kanki / Kam Chung